# Počáteční záliv

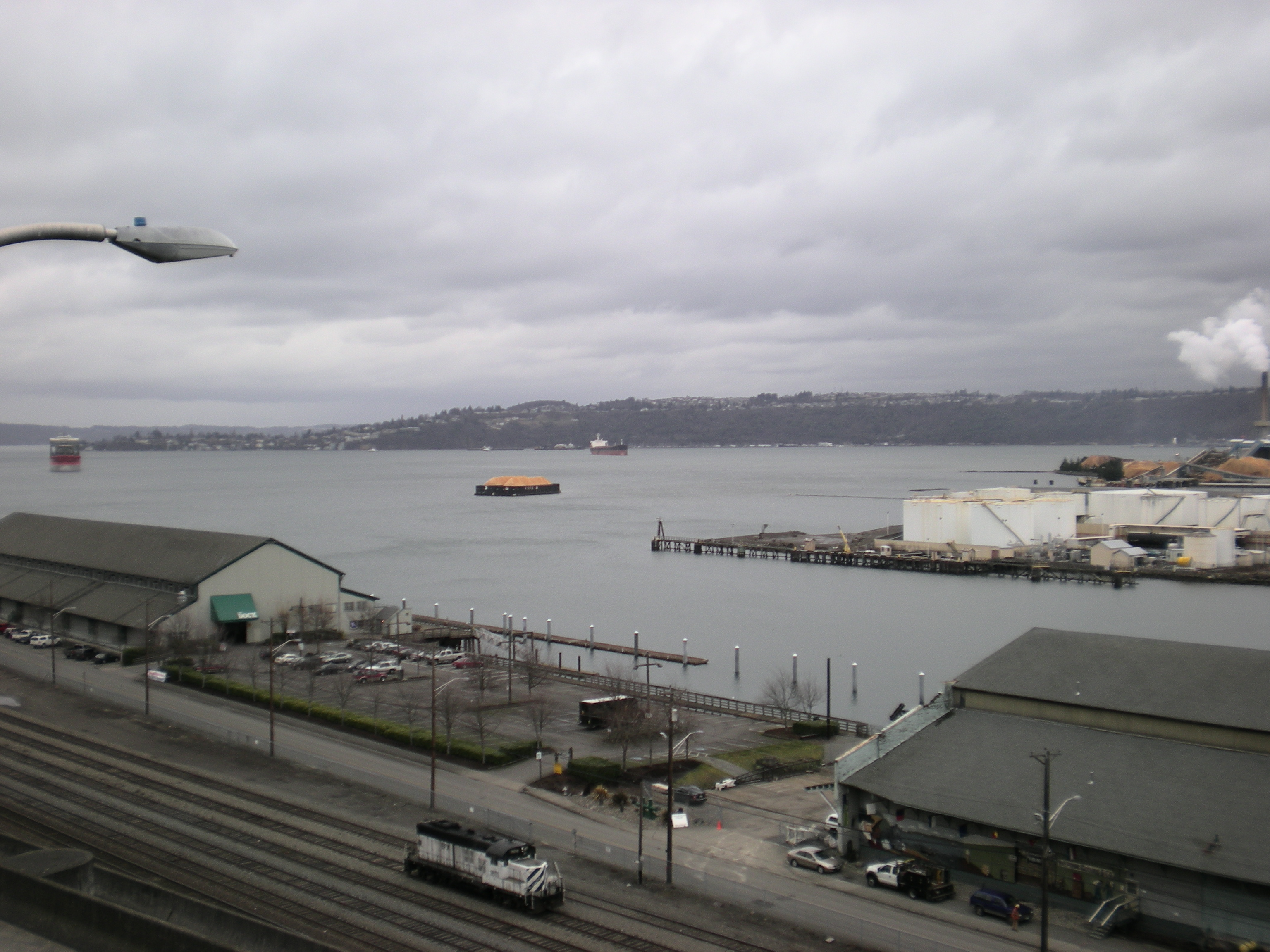
Pohled na záliv z centra Tacomy.

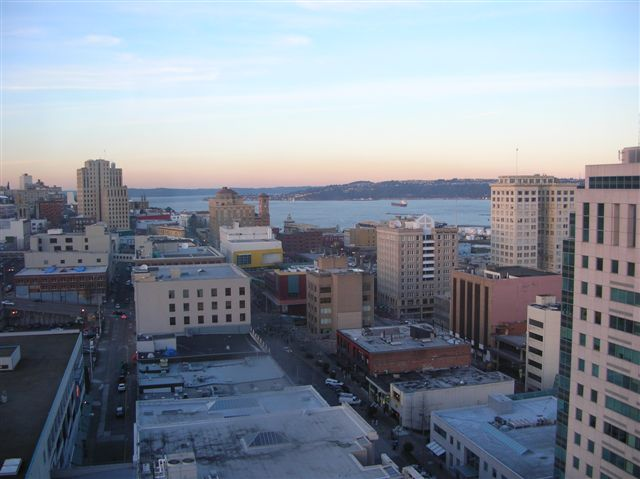
Pohled na záliv z centra Tacomy.

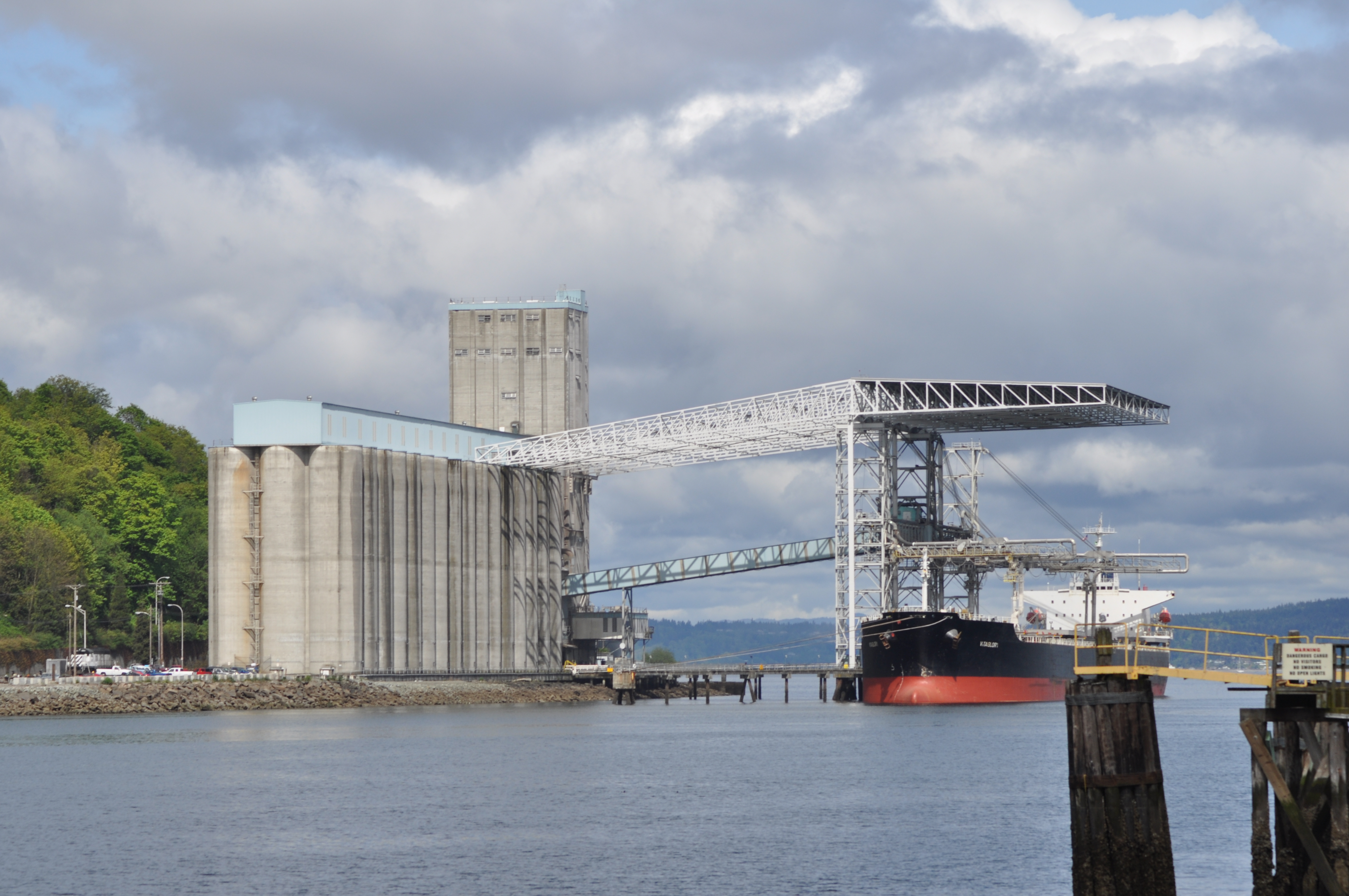
Obilný terminál v kanálu They Foss.

Počáteční záliv (angl. Commencement Bay) je částí Pugetova zálivu v americkém státě Washington. Na březích zálivu se nachází město Tacoma a na jeho jihovýchodním konci leží přístav Port of Tacoma. Hranice mezi zálivem a Pugetovým zálivem se nachází mezi mysem Vzdoru a Brownovým mysem. Záliv se stal domovem jednoho z nejaktivnějších komerčních přístavů světa. Největším zdrojem sladké vody pro záliv je řeka Puyallup, mezi další patří potoky Hylebos Creek a Puget Creek.

## Historie
Záliv svůj název získal v roce 1841, kdy jej navštívila Wilkesova expedice. Poručík Charles Wilkes jej tak pojmenoval, jelikož právě zde začal jeho průzkum jižní části Pugetova zálivu.
První Evropané osídlili pobřeží zálivu v polovině devatenáctého století, kdy zde Švéd Nicolas Delin postavil vodní pilu, v místě ústí jednoho z potoků. Okolo pily se vytvořila malá obec, která byla však evakuována při válce u Pugetova zálivu v roce 1855 a už se nevrátila.
V roce 1873 oznámila železnice Northern Pacific Railway, že západní konec její transkontinentální trasy se bude nacházet na pobřeží zálivu. V roce 1883 byla železnice dostavěna právě až sem, což v Tacomě způsobilo ohromné zrychlení rozvoje. Železniční zázemí se nacházelo vedle wattových pobřeží při ústí řeky Puyallup, téměř dva kilometry od centra Tacomy. Kolem stanice bylo brzy vybudováno nové město, zvané New Tacoma, které se však brzy s původní Tacomou spojilo. Železnice poskytovala osadníkům velké dotace půdy na pobřeží zálivu, časem však tuto půdu koupilo město samotné.
Záliv byl až do roku 1901 rozdělen okresní hranicí do dvou okresů, a to do okresu Pierce, kde se nyní nachází celý, a do okresu King jemuž náležela půda východně od ústí řeky Puyallup.

## Životní prostředí
Po většinu 20. století se na pobřeží zálivu, nedaleko mysu Vzdoru, nacházela velká tavírna společnosti ASARCO, která ale již není v provozu. Kolem bývalé tavírny se nachází městečko Ruston. Odpad z tavírny byl odváděn přímo do zálivu, což způsobilo vytvoření dlouhého poloostrova. Nyní existuje federálně dotovaný projekt k vyčištění tohoto místa.
Kanál They Foss, který vybíhá ze zálivu nedaleko centra Tacomy, byl takto dotován už roku 1983, čištění probíhá tedy už několik desetiletí. V roce 1991 oznámila Agentura pro ochranu životního prostředí, že kanál sv. Pavla, kdysi jedna z nejznečištěnějších částí zálivu, se stal prvním federálně dotovaným námořním projektem, který zahrnoval čištění vody.